# Sindelfingen (Landschaftsschutzgebiet)
Das Landschaftsschutzgebiet Sindelfingen ist ein mit Verordnung der Unteren Naturschutzbehörde beim Landratsamt Böblingen vom 12. März 1999 ausgewiesenes Landschaftsschutzgebiet (LSG-Nummer 1.15.087).

## Lage und Beschreibung
Das 308 Hektar große Gebiet besteht aus mehreren Teilgebieten. Es liegt westlich von Darmsheim und nördlich von Dagersheim und dient als Erholungsgebiet für die Stadtbevölkerung. Das Schutzgebiet gehört naturräumlich zum Obere Gäu. Die Schwippe fließt durch den nördlichen Teil das Schutzgebiets.
Laut Schutzgebietssteckbrief handelt es sich um eine vielgestaltige Kulturlandschaft mit ursprünglichem Charakter, die eine wichtige Funktion für den Naturhaushalt erfüllt und Lebensraum der heimischen Tier- und Pflanzenwelt ist. Das Gebiet ist ein Erholungsraum, der vor störenden Veränderungen bewahrt werden soll.

## Schutzzweck
Wesentlicher Schutzzweck ist gemäß Schutzgebietsverordnung die Erhaltung und Sicherung des ursprünglichen Charakters einer vielgestaltigen Kulturlandschaft in ihrer Funktion für den Naturhaushalt, als Lebensraum der heimischen Tier‑ und Pflanzenwelt, insbesondere auch als deren genetisches Reservoir und als größerer, zusammenhängender Erholungsraum. Das Landschaftsschutzgebiet soll vor störenden und beeinträchtigenden Veränderungen bewahrt werden.